# رياض سفاري
رياض سفاري هي إحدى مناطق فعاليات موسم الرياض الترفيهي العالمي الذي يقام في مدينة الرياض عاصمة المملكة العربية السعودية، وتشرف عليه الهيئة العامة للترفيه.

## نبذة
تتضمن رياض سفاري متنزهًا سياحيًا ضخمًا، وبحيرة صناعية وحديقة مغلقة، إضافة إلى مسرح مفتوح، وعروض متنوعة في أجواء مفعمة بالحيوية والإثارة.
وتضم رياض سفاري مجموعة كبيرة من أصناف الحيوانات وفصائلها في منطقة مكشوفة تعيش في أرجائها الفيلة، والنمور، والغزلان، ضمن بيئة تمزج بين الأجواء الباردة والأرض الخصبة. كما أكثر من 250 نوعًا وفصيلة للطيور منها ثلاثة أنواع من طير «كوكاتو النخيل»، وهو من الفصائل شبه المنقرضة من الطيور، وتصل القيمة السوقية للطائر إلى نحو 90 ألف ريال، ويعد أحد أكبر الببغاوات في العالم، ويميزه من بين الطيور وجهه الأحمر، ولونه الأسود اللافت، كما يتزين بريش يشبه التاج.
وينتشر في المنطقة عدد من الطيور الناطقة والمتميزة بألوانها التي تصل أعمار بعضها إلى 27 عامًا، كما تستضيف المنطقة طير «القالا» الذي يعد ضمن أندر الطيور في العالم، ويُعرف بعيشه في النوافذ والأشجار في قارة أستراليا.